# 千葉県道208号大戸停車場線
千葉県道208号大戸停車場線（ちばけんどう208ごう おおとていしゃじょうせん）は、千葉県香取市を走る一般県道。

## 概要
- 起点：香取市大戸川（成田線 大戸駅）
- 終点：香取市大戸川（大戸駅入口交差点、国道356号交点）
- 総延長：0.369 km[1]
- 重用延長：なし
- 未供用延長：なし
- 実延長：0.369 km[1]

## 通過する自治体
- 香取市

## 交差・接続する道路
- 国道356号 - 香取市大戸川（大戸駅入口交差点、終点）